# Riverdale Park (Maryland)
Riverdale Park es un pueblo ubicado en el condado de Prince George en el estado estadounidense de Maryland. En el año 2010 tenía una población de 6956 habitantes y una densidad poblacional de 1.656,19 personas por km².

## Geografía
Riverdale Park se encuentra ubicado en las coordenadas 38°57′46″N 76°55′47″O / 38.96278, -76.92972.
Coordenadas geográficas Riverdale Park	Latitud: 38.9632, Longitud: -76.9256
38° 57′ 48″ Norte, 76° 55′ 32″ Oeste
Superficie Riverdale Park	435 hectáreas
4,35 km² (1,68 sq mi)
Altitud Riverdale Park	7 m
Clima Riverdale Park	Clima subtropical húmedo (Clasificación climática de Köppen: Cfa)

## Demografía
A partir del censo de 2000, había 6.690 personas, 2.172 casas, y 1.437 familias que residían en la ciudad. La densidad de población era 4,212.7 personas por milla cuadrada ( 1,624.5 / kilómetro ) . Había 2.321 unidades de cubierta en una densidad media de 1,461.5 / sq ( 563.6 / kilómetro ) . La distribución por razas de la ciudad era 39.91 % blancos, 38.51 % americanos africanos, 0.49 % americanos nativos, 4.25 % asiáticos, 0,12 % las islas del Pacífico , 12.99 % de otras razas, y 3.74 % a partir de dos o más razas . Hispano o Latino de cualquier raza era 28.27 % de la población.
Según la Oficina del Censo en 2000 los ingresos medios por hogar en la localidad eran de $44,041 y los ingresos medios por familia eran $49,904. Los hombres tenían unos ingresos medios de $30,053 frente a los $30,200 para las mujeres. La renta per cápita para la localidad era de $19,293. Alrededor del 12% de la población estaba por debajo del umbral de pobreza.
La ciudad fue incorporada en 1920 como Riverdale , dibujo el nombre de Riversdale , la plantación de propiedad de la familia Calvert que está en el centro de la town.In un referéndum celebrado 8 de agosto de 1998 se votó a favor de cambiar el nombre de la ciudad de Riverdale Park, a partir del 7 de septiembre de 1998. el Servicio Postal de los Estados Unidos, sin embargo , todavía se refiere a la ciudad incorporada de Riverdale Park, así como algunos de la zona no incorporada que rodea al este como " Riverdale ". El código postal asignado a la oficina de correos Riverdale es 20.737 .

### Distancia Riverdale Park
Distancia (en kilómetro) entre Riverdale Park y las ciudades más grandes de Estados Unidos.
Nueva York 318 km,	Los Ángeles 3721 km,	Chicago 966 km,
Houston 1975 km,	Filadelfia 193 km la más cercana,	Phoenix 3192 km,
San Antonio 2244 km,	San Diego 3660 km,	Dallas 1912 km,
San José 3895 km,	Jacksonville 1053 km, y	Indianápolis 798 km.  

### Ciudades y pueblos cercanos a Riverdale Park
Más abajo, encontrarás una lista de las ciudades y de los pueblos vecinos de Riverdale Park clasificados por distancia.
Edmonston 1.6 km,	University Park 1.9 km,	Bladensburg 2.3 km,
Hyattsville 2.3 km,	North Brentwood 3 km,	Berwyn Heights 3.5 km,
Brentwood 3.5 km,	Cottage City 3.5 km,	College Park 3.7 km,
Landover Hills 3.7 km,	Colmar Manor 4 km y	Mount Rainier 4.1 km

### Horario Riverdale Park
Hora local en Riverdale Park y huso horario
Hora local Riverdale Park	09:52:46 - 1 de febrero de 2015
Huso horario Riverdale Park	UTC -5:00 (America/New_York)
Horario de verano UTC -4:00
Horario de invierno UTC -5:00